# 马丁斯海姆
马丁斯海姆是德国巴伐利亚州的一个市镇。总面积23.23平方公里，总人口997人，其中男性500人，女性497人（2011年12月31日），人口密度43人/平方公里。